# لینا هایدریش
لینا هایدریش (آلمانی: Lina Heydrich؛ ‏ ۱۴ ژوئن ۱۹۱۱ – ۱۴ اوت ۱۹۸۵) همسر راینهارت هایدریش، رئیس اداره اصلی امنیت رایش و یکی از چهره‌های مشهور آلمان نازی اهل آلمان بود.
او بعدها کتاب زندگی‌نامه‌اش را با عنوان «زندگی با یک جنایتکار جنگی» (Leben mit einem Kriegsverbrecher) نوشت که در سال ۱۹۷۶ منتشر شد.